# Naturwald Krackentännig
Der Krackentännig ist ein Naturwald im Steigerwaldvorland, der sich über eine Fläche von etwa zwei Hektar erstreckt. Er befindet sich in Prichsenstadt, einer Stadt im unterfränkischen Landkreis Kitzingen. Der Naturwald liegt grob zwischen Neudorf, einem Stadtteil im Westen, sowie Breitbach im Osten. Die Ausweisung als Schutzgebiet erfolgte im Jahr 2021.

## Geographische Lage
Das Schutzgebiet liegt im Naturraum Steigerwaldvorland. Der Naturwald befindet sich östlich des Prichsenstadter Stadtteils Neudorf, nordwestlich von Siegendorf sowie westlich von Breitbach und innerhalb des Waldgebietes Krackentännig, das mit wenigen Ausnahmen von den Bayerischen Staatsforsten bewirtschaftet wird. Südwestlich liegt mit dem Eichenholz ein größeres und zusammenhängendes Waldgebiet. Durch das kleine Schutzgebiet fließt der Gänsseegraben, welcher nach westlichem Lauf als Neudorfer Graben in die Schwarzach mündet. Westlich des Gebiets befindet sich außerdem ein kleiner Weiher mit Fischbestand.

## Schutzstatus und Schutzgründe
In Naturwaldreservaten und Naturwäldern wird außer für notwendige Maßnahmen des Waldschutzes und der Verkehrssicherung keine Bewirtschaftung oder Holzentnahme betrieben. Die Initiative des Volksbegehrens Artenvielfalt und Naturschönheit in Bayern im Jahr 2019 bewegte die Bayerische Staatsregierung dazu, zehn Prozent des Staatswaldes aus der Nutzung zu nehmen. Als Reaktion darauf wurde 2022 die Fläche im Krackentännig als Naturwald ausgewiesen. Bereits vor der Ausweisung als Naturwald war dieses Gebiet von den Bayerischen Staatsforsten als sogenannter Klasse-1-Wald aus der Nutzung genommen worden. Die Bayerische Staatsregierung wandelte dieses Gebiet anschließend in einen Naturwald um. Somit ist dieses Gebiet dauerhaft der natürlichen Waldentwicklung überlassen. Laut den Bayerischen Staatsforsten handelt es sich bei diesem Waldgebiet um einen seltenen Waldbestand aus Eschen und Schwarzerlen. International ist das Gebiet schwer einzuordnen, da es nicht an die IUCN gemeldet wurde und wahrscheinlich auch nicht deren Größenkriterien entspricht.